# Medalha Chico Mendes de Resistência
A Medalha Chico Mendes é uma condecoração criada pela ONG brasileira Grupo Tortura Nunca Mais para homenagear pessoas e/ ou grupos que lutam pelos Direitos Humanos e por uma sociedade mais justa.

## História

### Origens
A Medalha Chico Mendes de Resistência foi criada em 1988 seus criadores alegam que a medalha seria uma resposta a "Medalha do Pacificador" e que esta condecoração teria sido criada pelo Exército Brasileiro para comemorar os vinte anos do golpe militar de 1964. Afirmam, ainda, que a entrega dessa condecoração era outorgada a pessoas ligadas ao chamado aparato de repressão e a entrega era feita nas dependências do DOI-CODI, lugar onde pessoas eram torturadas e mortas durante a ditadura militar brasileira.

### Homenagem aChico Mendes
A Medalha Chico Mendes de Resistência é também uma homenagem à memória de Chico Mendes, líder seringueiro e ecológico assassinado em 1988 por fazendeiros.

### Atualmente
A primeira entrega da Medalha Chico Mendes de Resistência foi em 1989 e, desde então, personalidades como Dom Paulo Evaristo Arns, Jaime Wright, Luísa Erundina, Hélio Bicudo, Paulo Freire, Barbosa Lima Sobrinho, Herbert de Souza, Alceu Amoroso Lima, Luís Fernando Veríssimo, Zuzu Angel, Oscar Niemeyer, Brad Will, Julian Assange e organizações como a Human Rights Watch, Anistia Internacional, Ordem dos Advogados do Brasil (OAB), Movimento dos Trabalhadores Rurais Sem Terra (MST), o Centro de Mídia Independente (CMI) e a Comissão de Justiça e Paz de São Paulo já receberam a homenagem.

## Homenageados

### 1989
- Dom Paulo Evaristo Arns
- Elizabeth Altina Teixeira
- Sargento Raimundo Soares
- Inês Etienne Romeu
- Manuel Ferreira de Lima
- Grupo de Madres e Familiares Uruguayos Detenidos Desaparecidos
- Oscar Niemeyer
- Sindicato dos Trabalhadores Rurais de Xapuri
- Sindicato dos Metalúrgicos de Volta Redonda
- Sindicato dos Trabalhadores Rurais de Cabo Frio
- Santo Dias da Silva

### 1990
- Luís Carlos Prestes
- Wilson Pinheiro
- Eduardo Leite (Bacuri)
- Mário Alves
- Maria Aparecida Rodrigues de Miranda (Cida de Unai)
- Dom Mauro Morelli
- Fernando Cardenal
- Federación Latinoamericana de Asociaciones de Familiares de Detenidos - Desaparecidos
- Conselho Nacional dos Seringueiros
- Movimento Nacional de Defesa dos Direitos Humanos

### 1991
- Tito de Alencar Lima (Frei Tito)
- Antonieta Campos da Paz
- Hélio Pellegrino
- Apolônio de Carvalho
- Comitê de Defesa da Revolução Cubana (CDR Cuba)
- Volmer do Nascimento
- Flávio Carvalho Molina
- Luísa Erundina
- Paulo Stuart Wright
- Sindicato dos Trabalhadores Rurais de Brasiléia

### 1992
- Francisco Vale
- Jana Moroni
- José Gomes Teixeira
- Agrupación de Familiares de Ejecutados Políticos de Chile
- Padre Ricardo Rezende
- Dom Pedro Casaldáliga
- Movimento de Trabalhadores Sem Terra do RS
- Gabinete de Assessoria Jurídica às Organizações Populares
- Francisco Lan
- Barbosa Lima Sobrinho

### 1993
- Osni Duarte Pereira
- Caco Barcelos
- Nise da Silveira
- Paulo César Botelho Massa
- Projeto Direito Achado na Rua
- Dom Adriano Hipólito
- David Capistrano
- EAAF
- Mães de Acari
- Ivanete Tomin

### 1994
- Herbert de Souza
- Povo Guarani Kaiová
- Comissão Justiça e Paz
- Dom José Maria Pires
- Maria Moraes Werneck
- José Porfírio de Souza
- Carlos Marighella
- Maurício Grabois
- Paulo Freire
- Movimento Trabalhadores Sem Terra/PR

### 1995
- Epaminondas Jácome Rodrigues
- Manuel Conceição Santos
- Padre Olinto Pegoraro
- Sônia Maria de Moraes Angel Jones
- Carlos Lamarca
- Elzita Santa Cruz
- Alceu Amoroso Lima
- Helena Greco
- Mães da Cinelândia
- Associação Juizes para a Democracia

### 1996
- Dom Waldyr Calheiros de Novaes
- Zilda Xavier Pereira
- Povo do Timor-Leste
- Luís Fernando Veríssimo
- Lincoln Cordeiro Oest
- Jorge Antônio Careli
- Iara Iavelberg
- Human Rights Watch/ Americas
- Diolinda Alves de Souza
- Ana Maria Nacinovic Corrêa

### 1997
- Argentinos excluídos da Lei 9 140/95
- Centro de Defesa dos Direitos Humanos e Memória Popular/RN
- Ernesto Che Guevara
- Jaime Wright
- João Luiz de Moraes
- Joel Vasconcelos dos Santos
- Leonardo Boff
- Lyda Monteiro da Silva
- Movimento Camponês Corumbiara
- Reportagem Araguaia/96 (Adriana Barsotti, Amauri Ribeiro Júnior, Aziz Filho, Cid Benjamin, Consuelo Domingues)

### 1998
- Emir Sader
- Dom Hélder Câmara
- Itair José Veloso
- João Pedro Stédile
- Lídia Sales dos Santos
- Márcio Lapoente da Silveira
- Maria Lúcia Petit da Silva
- Reverendo Roy Bourgeois (Missionários de Maryknol)
- Vírgilio Gomes da Silva
- Zuzu Angel (homenagem especial)

### 1999
- Antônio Modesto da Silveira
- Frei Betto
- Hijos por la Identidad contra el Olvido y el Silencio (H. I. J. O. S)
- Iramaya Benjamim
- Ivai Higino
- Joaquim Pires Cerveira
- Luiz René Silveira e Silva
- Martin Almada
- Milton Santos
- Vagner Marcos da Silva
- Yedda Salles (homenagem especial)

### 2000
- Aluísio Palhano Pedreira Ferreira
- Luis Beltrani da Castro
- Fulgêncio Manuel da Silva
- Gumercindo Clovis Garcia Rodrigues
- Helena Besserman Vianna
- Júlio Lancellotti
- Mário Lago
- Thomaz Antônio da Silva Meirelles Neto
- Centro de Salud Mental y Derechos Humanos (CINTRAS)
- Guardas de Endemias demitidos da Fundação Nacional de Saúde (homenagem especial)
- Lincoln Bicalho Roque

### 2001
- Alzira Grabois
- Equipo de Estudios Comunitários y Acción Psicossocial (ECAP)
- Fritz Utzeri
- Helenira Rezende de Souza Nazareth
- Jair Krischke
- João Alfredo Dias
- Movimento Feminino pela Anistia e Liberdades Democráticas
- Moacir Félix
- MST: os seis ex-presos de Boituva (Valquimar Reis Fernandes, Benedito Ismael Alves Cardoso, Elvis Vieira Ferreira Lima, Edmar Pereira dos Santos, Odair Moisés da Rosa e Rosalvo de Oliveira)
- Movimento Indígena do Equador (CONIE) (homenagem especial)
- Dom Tomás Balduíno

### 2002
- Dom José Rodrigues de Souza, bispo de Juazeiro
- Revista Caros Amigos
- Frei Henri Burin des Roziers
- Janio de Freitas
- Luiz Francisco Fernandes de Souza
- A Resistência do Povo Palestino (homenagem especial)
- Margarida Maria Alves
- Luiz Antônio Santa Bárbara
- Demisthóclides Baptista
- União dos Trabalhadores Desempregados de Salta
- Sebastião Francisco de Lima
- Marcos Otávio Valadão
- Edma Valadão
- Aldanir Carlos dos Santos
- Dinaelza Soares Santana Coqueiro

### 2003
- Padre François Marie de l'Espinay
- Brigadistas Brasileiros na Guerra Civil Espanhola
- Cláudia Márcia Ribeiro Brito, Marinalva Cardoso Dantas e Valderez Maria Monte Rodrigues – coordenadoras do Grupo de Erradicação ao Trabalho Forçado
- Os Mortos na Chacina de Vigário Geral
- Presos do MST em Cáceres (Mato Grosso)
- Graciliano Ramos
- Getúlio d'Oliveira Cabral
- Dinalva Oliveira Teixeira
- I Disobbedienti
- José Arbex Jr.

### 2004
- André Grabois
- Anistia Internacional
- Ivan Cavalcanti Proença
- Capitão Sérgio Ribeiro Miranda de Carvalho – Sérgio Macaco
- MPB-4
- Felinto Procópio dos Santos – Mineirinho
- Walkíria Afonso Costa
- Ordem dos Advogados do Brasil
- Carlos Alberto da Silva, Everson Gonçalves Silote, Tiago da Costa Correia da Silva, Carlos Magno Oliveira, jovens assassinados no Borel
- Padre Renzo Rossi

### 2005
- Affonso Celso Nogueira Monteiro
- Antônio Gonçalves de Abreu
- Associación de Familiares de Detenidos-Desaparecidos - Colômbia
- Dom Moacyr Grechi
- Dorothy Stang
- Honestino Monteiro Guimarães
- Mário Magalhães
- Ministério Público Federal - Representado por Claudio Fonteles
- Movimento dos Trabalhadores Rurais Sem Terra
- Paulo Roberto Pereira Marques
- Thiago de Mello
- Fábio Konder Comparato

### 2006
- Cléa Lopes de Moraes
- Erica Bayer In Roth
- Frei Xavier Jean Marie Plassat
- Hélio Bicudo
- João Cândido, "O Almirante Negro"
- João Alves Jobin Saldanha
- Juana Calfunao Paillalef
- Kleber Lemos da Silva
- Mães do DEGASE
- Marcos Nonato Fonseca
- Coordenação Regional do Movimento dos Trabalhadores Rurais Sem Terra de Pernambuco

### 2007
- Augusto Boal
- Carmela Pezzuti
- Marina dos Santos
- Raimundo Alves de Souza, o Raimundão
- Dom Erwin Krautler
- Luiz Alberto Benevides
- Maria Dolores Pérez-González
- Miguel Baldez
- Rede de Comunidade e Movimentos contra à Violência

### 2008
- Dyrce Drach
- Grupo Sociocultural Raízes em Movimento
- Padre João Daniel de Castro
- João Luiz Duboc Pinaud
- Heloneida Studart
- Deley de Acari
- João Massena Melo
- Movimento Nacional de Luta Antimanicomial
- Brad Will
- Centro de Mídia Independente (CMI)
- Libero Giancarlo Castiglia
- Ex-integrantes da Comissão de Direitos Humanos e Acesso a Justiçada OAB/RJ
- Valmir Mota de Oliveira, mais conhecido como Keno
- Graciela Daleo
- Vera Sílvia Araújo de Magalhães e Militantes de 1968

### 2009
- Manoel Bezerra de Mattos Neto
- Inah Meireles de Souza
- Italo Conrado Monteiro Nogueira
- Márcia de Oliveira Silva Jacintho
- Luiza Augusta Garlippe
- José Batista Gonçalves Afonso
- Os Cinco Cubanos presos nos Estados Unidos
- Eugênia Augusta Gonzaga Fávero
- Marlon Alberto Weichert
- Carlos Henrique Latuff de Souza
- Sérgio Ricardo
- Abdias Nascimento
- Aurora Maria Nascimento Furtado

### 2010
- Alayde Pereira Nunes
- Arthur José Poerner
- Carmen Paula da Mota Gilson
- Fernando Augusto de Santa Cruz Oliveira (In Memorian)
- Gilberto Olímpio Maria (In Memorian)
- Idibal Pivetta
- José Luís Faria da Silva
- Lilian Celiberti
- Maria Beatriz Sá Leitão (In Memorian)
- Militantes do MST/RS enquadrados na Lei de Segurança Nacional: Arno Maier, Edemir Francisco Valsoler, Hugo Castelhano, Isaías Vendovatto, Jandir Celso Wibrantz, Silvio Luciano dos Santos, Vladimir Maier
- Sebastião Alves da Silveira (In Memorian)

### 2011
- Alexandre Anderson de Souza
- Ana Montenegro
- Áurea Elisa Valadão
- Austregésilo Carrano Bueno
- Centro pela Justiça e o Direito Internacional (CEJIL)
- Comitê Popular de Erradicação do Trabalho Escravo no Norte Fluminense-RJ
- Irmãos da Coroa
- Juan Roger Rodríguez
- Lucio Petit da Silva
- Thomaz Miguel Pressburger

### 2012
- Belisário dos Santos Jr.
- Comunidade de Pinheirinho
- Deize Silva de Carvalho
- Gabriel Sales Pimenta (In Memorian)
- Márcia Honorato
- Maria Augusta Tibiriçá Miranda
- Maria Célia Corrêa (In Memorian)
- Mário Augusto Jakobsind
- Moema Eulália Toscano
- Osvaldo Orlando da Costa (Osvaldão) (In Memorian)

### 2013
- Carlos Alexandre Azevedo
- Cícero Guedes dos Santos (In Memorian)
- Comissão Pastoral da Terra do Acre
- Daniel Ribeiro Callado
- Divino Ferreira de Sousa
- Luiz Eduardo da Rocha Merlino (In Memorian)
- Macarena Gelman
- Movimento Mães de Maio da Democracia Brasileira
- Octávio Brandão (In Memorian)
- Patrícia de Oliveira
- Regina dos Santos Pinho (In Memorian)
- Silvio Tendler

### 2014
- Adriano Fonseca Filho (In Memorian)
- Amarildo de Souza (In Memorian)
- Amir Haddad
- João Goulart (In Memorian)
- Julian Assange
- Ládio Veron
- Luiz Cláudio Cunha
- Luís Maranhão (In Memorian)
- Manoel Martins
- Marcos Antonio da Silva Lima (In Memorian)
- Rafael Braga Vieira
- Raquel Dodge
- Sergio Gardenghi Suiama

### 2015
- Dom Xavier Gilles Maupeou D'Ableiges
- Sérgio de Souza Verani
- Flora Abreu Henrique da Costa
- Igor Mendes da Silva
- João Gualberto Calatroni, “Zebão” (In Memorian)
- Jorge José Lopes Machado Ramos (In Memorian)
- Jorge Zabalza
- José Celso Martinez Corrêa
- Juan Carlos Mechoso Mendez
- Lucia Maria de Souza (In Memorian)
- Mães de Manguinhos: Ana Paula Gomes de Oliveira e Fátima dos Santos Pinho de Menezes
- Horácio Cintra de Magalhães Macedo (In Memorian)
- Repórter Brasil

### 2016
- Hamilton Borges dos Santos
- Izildete Santos
- Kanarik Boujikian
- Paulo César Pinheiro
- Povo Krenak
- César Augusto Teles (In Memorian)
- Jorge Leal Gonçalves Pereira (In Memorian)
- Raul Amaro Nin Ferreira (In Memorian)
- Movimento de Ocupação dos Estudantes Secundaristas de São Paulo
- Grupo de ex-operários da Construção Naval de Niterói e São Gonçalo
- Berta Cárceres (In Memorian)

### 2017
- Cacique Tupinambá Babau
- Rosivaldo Ferreira da Silva
- Chacinas de Nova Brasília (RJ) – 1994-1995
- Edson Passetti – Professor Pesquisador
- Evandro Teixeira Almeida – Fotógrafo
- Heleny Ferreira Telles Guariba – Desaparecida política (in memoriam)
- João das Neves – Diretor e Dramaturgo
- Liga dos Camponeses Pobres (LCP) – Renato Nathan (in memoriam)
- Maria Alice de Lima Bráz – Fundadora e Militante do GTNM/RJ (in memoriam)
- Salete Maria Polita Maccalóz – Juíza federal e feminista (in memoriam)
- Sérgio Landulfo Furtado – Desaparecido político (in memoriam)
- Washington Costa – Movimento Operário (in memoriam)
- Lutas Educação no estado do Rio de Janeiro (homenagem especial)

### 2018
- Casa Nem -  local de acolhida para LBGTIs expulsos de casa
- Cosme Alves Neto -  pesquisador e produtor de cinema ("in memoriam")
- Ana Maria Tellechea - advogada e defensora dos direitos humanos
- Fabiana Braga - militante sem-terra
- Ilma Noronha e Rômulo Noronha - militantes da ALN
- Jaime Petit da Silva  - militante do PC do B desaparecido desde o final de 1973
- Mãe Meninazinha de Oxum - defensora da liberdade religiosa
- Milagro Sala - militante indigenista
- Ocupação Manuel Congo
- Paulo de Mello Bastos - pioneiro do Correio Aéreo Nacional e sindicalista aeronáutico
- Rute Fiuza - mãe de adolescente que desapareceu após ser preso pela polícia
- Zequinha Barreto  - metalúrgico, sindicalista e militante da VPR e MR8 ("in memoriam")